# Sufragio femenino en España

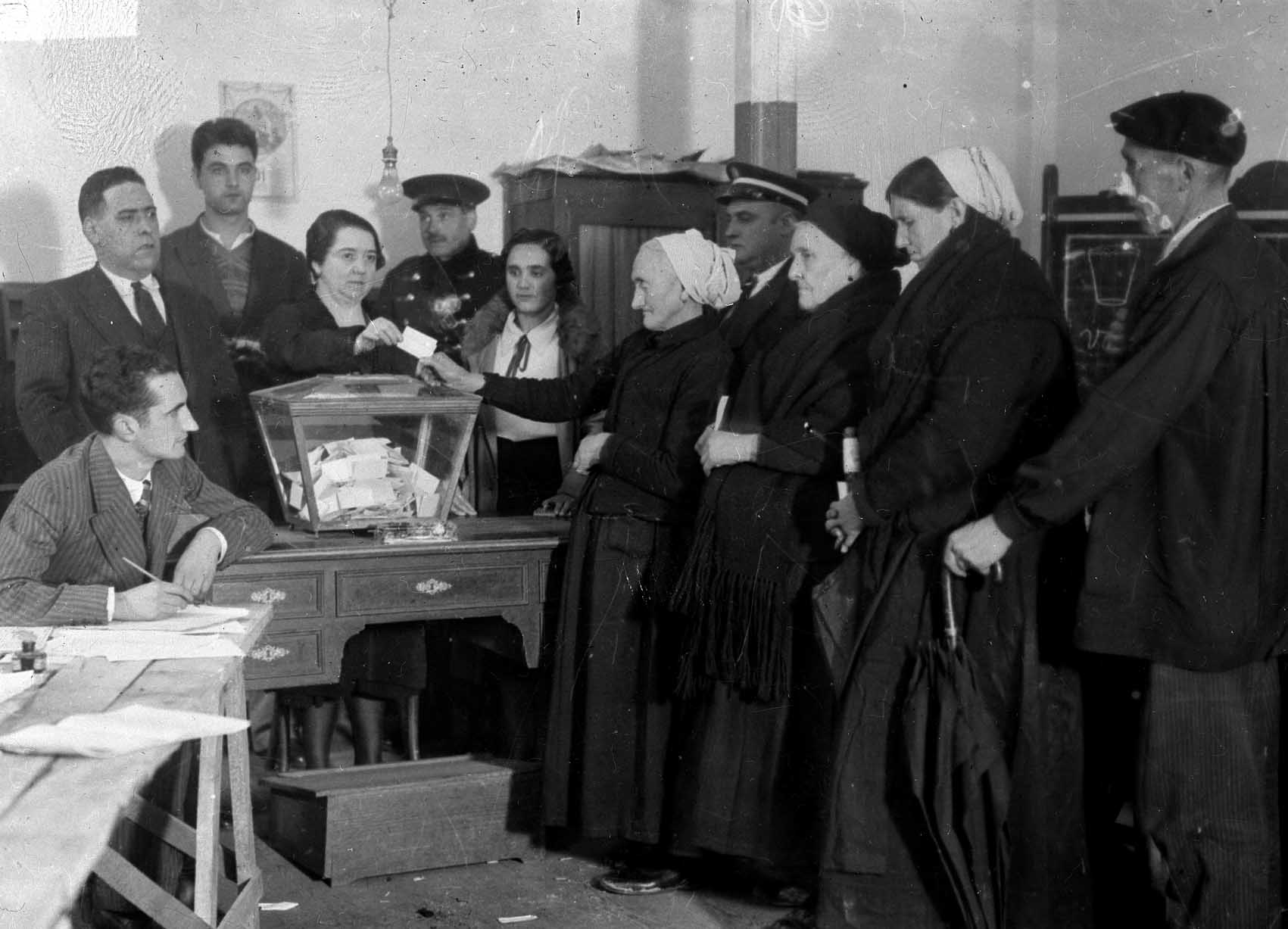
Mujeres votando en Eibar en el referéndum autonómico del País Vasco del 5 de noviembre de 1933, primera en que las mujeres votaron en España. En el resto del país lo hicieron en las elecciones generales del 19 de noviembre de 1933. Foto realizada por Indalecio Ojanguren.

El sufragio femenino en España hace referencia a los procesos sociales y políticos que permitieron a las mujeres de ese país conseguir el derecho al voto.
El derecho al voto de las mujeres en España fue reconocido por primera vez en la Constitución de 1931, norma fundamental de la Segunda República. La primera vez que votaron en unas elecciones generales fue en las de noviembre de 1933. Posteriormente, tras la guerra civil española y la instauración del régimen franquista, tanto mujeres como hombres perdieron su derecho al voto porque no hubo elecciones (sólo pudieron votar en los dos referéndums, sujetos a la normas controladoras reflejadas en el "Fuero de los españoles", el de 1947 y el de 1966). La libertad democrática no se recuperaría hasta las elecciones generales de junio 1977, durante la transición democrática que se produjo tras la muerte del dictador Franco.

## Antecedentes
Durante la Dictadura de Primo de Rivera (1923-1930) hubo un primer intento de reconocer el derecho de sufragio a las mujeres, pero solo se llegó a aprobar para las elecciones municipales (que nunca se celebraron) y solamente para las mujeres cabezas de familia que eran electoras y elegibles (se trataba del Estatuto Municipal de 1924). Así este electorado femenino fue recogido en el censo electoral (Real-Decreto para la depuración del Censo Electoral, Gaceta de Madrid del 12 de abril de 1924), con el resultado de que en el nuevo censo solo alrededor de un cuarto de los electores eran mujeres, 1 729 793 mujeres de un total de 6 783 629 votantes (Archivo del Congreso de los Diputados, Sección de Varios, Serie de la Junta Central del Censo o Junta Electoral Central, Legajo 69/2. octubre de 1924). Al año siguiente, en el Estatuto Provincial se reconocía también el derecho electoral a las mujeres en las mismas condiciones (Real Decreto-Ley sobre Organización y Administración Provincial de 20 de marzo de 1925, Gaceta de Madrid de 21 de marzo de 1925), pero de nuevo nunca pudieron ejercerlo, aunque fuera solo las mujeres casadas y viudas, porque las elecciones nunca se celebraron.
En la llamada Asamblea Nacional Consultiva de la Dictadura de Primo de Rivera, cuyos miembros no fueron elegidos sino que fueron designados por el régimen, se autorizó que pudieran participar «varones y hembras, solteras, viudas o casadas», aunque estas últimas «debidamente autorizadas por sus maridos». Así que en la Asamblea abierta el 11 de octubre de 1927 hubo 13 mujeres, de ellas, Concepción Loring fue la primera mujer en la historia en hablar en una asamblea política española. Una de las funciones encomendadas por el Dictador Primo de Rivera a la Asamblea fue elaborar un anteproyecto de nueva Constitución. En el artículo 58 del anteproyecto que nunca llegó a aprobarse se decía: «Serán electores de sufragio directo todos los españoles de ambos sexos... Serán electores en los colegios especiales los españoles de ambos sexos». Por otro lado, el valor del voto en el anteproyecto era muy reducido dado el carácter «corporativista» y antidemocrático del nuevo régimen que se quería construir. Finalmente el dictador Primo de Rivera presentó su dimisión al rey Alfonso XIII en enero de 1930.

## Segunda República (1931)

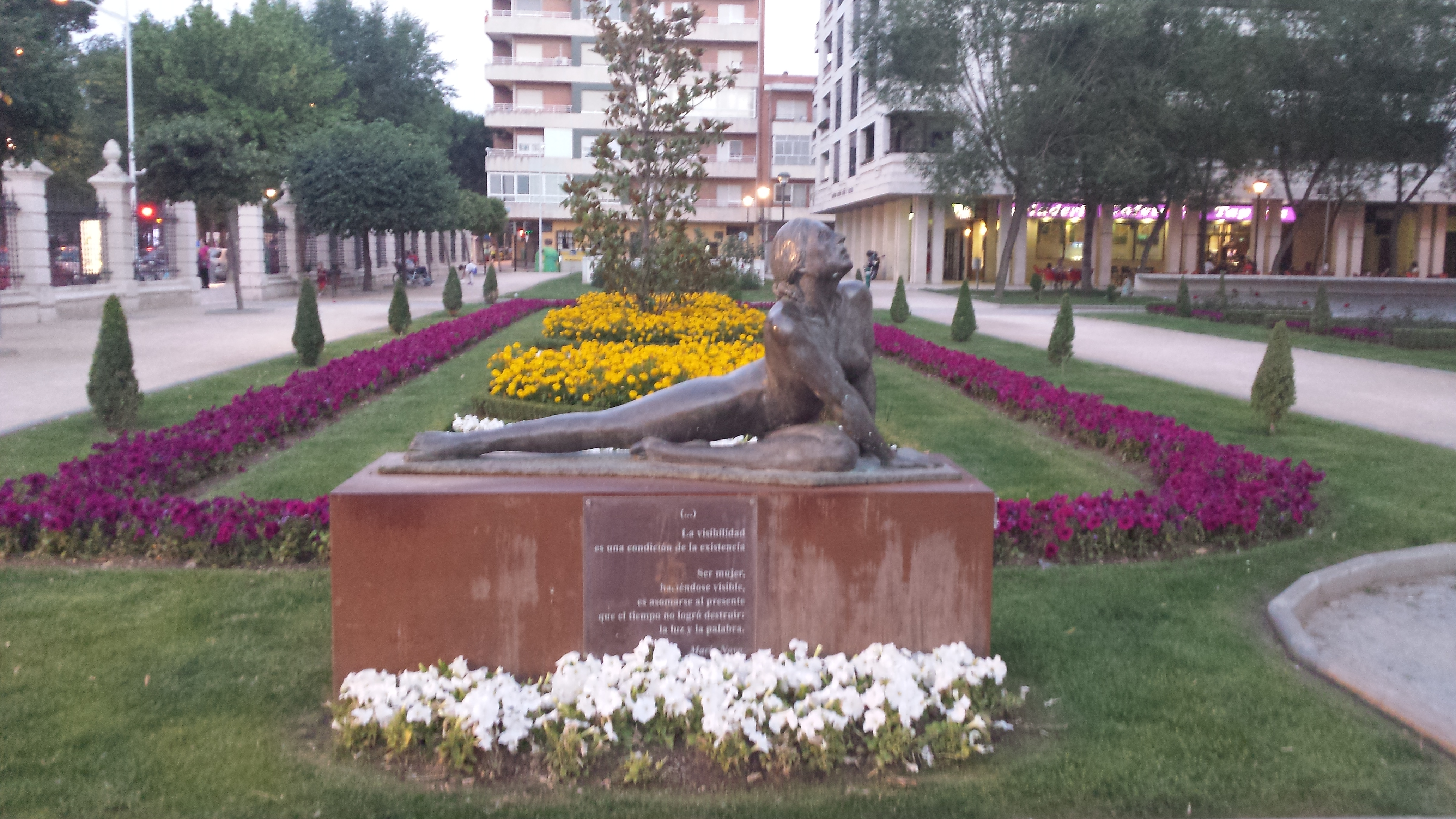
Figura Femenina, escultura que rinde homenaje al reconocimiento del sufragio femenino en España, en Albacete.

La primera vez que se reconoció en España el sufragio femenino fue en la Constitución de 1931 de la Segunda República Española, aunque en las elecciones a Cortes Constituyentes de junio de 1931 que se realizaron por sufragio universal masculino, a las mujeres se les reconoció el derecho al sufragio pasivo, por lo que pudieron presentarse como candidatas. Aunque solo tres mujeres resultaron elegidas (Margarita Nelken en las listas del Partido Socialista Obrero Español, Clara Campoamor en las del Partido Republicano Radical y Victoria Kent en las del Partido Republicano Radical Socialista) tuvieron un destacado protagonismo, especialmente las dos últimas, en el debate sobre la concesión del derecho al voto a las mujeres (sufragio activo).
En 1931, durante los debates que hubo en las Cortes Constituyentes de la Segunda República Española uno de los principales oponentes a la concesión del derecho al voto a las mujeres fue el catedrático de patología de la Universidad de Madrid y diputado por la Federación Republicana Gallega, Roberto Novoa Santos que aprovechó su intervención como portavoz de su grupo parlamentario en el debate de totalidad del proyecto de la Constitución de 1931 para manifestarse en contra del mismo siguiendo argumentos biológicos como que a la mujer no la domina la reflexión y el espíritu crítico sino la emoción y todo lo que tiene que ver con los sentimientos. Basándose en el psicoanálisis sostenía que el histerismo es consustancial a la psicología femenina. Asimismo recurrió al argumento de que conceder el voto a la mujer sería dar el triunfo a la derecha y convertir a España en un «Estado conservador o teocrático». En ese debate de totalidad realizó la siguiente argumentación para defender que a las mujeres no se les debía conceder el derecho al voto, sino solo permitirlas presentarse como candidatas («creo que podría concederse en el régimen electoral que la mujer fuese siempre elegible por los hombres; pero, en cambio, que la mujer no fuese electora»):

¿Por qué hemos de conceder a la mujer los mismos títulos y los mismos derechos políticos que al hombre? ¿Son por ventura ecuación? ¿Son organismos igualmente capacitados? (...) La mujer es toda pasión, toda figura de emoción, es todo sensibilidad; no es, en cambio, reflexión, no es espíritu crítico, no es ponderación. (...) Es posible o seguro que hoy la mujer española, lo mismo la mujer campesina que la mujer urbana, está bajo la presión de las Instituciones religiosas; (...) Y yo pregunto: ¿Cuál sería el destino de la República si en un futuro próximo, muy próximo, hubiésemos de conceder el voto a las mujeres? Seguramente una reversión, un salto atrás. Y es que a la mujer no la domina la reflexión y el espíritu crítico; la mujer se deja llevar siempre de la emoción, de todo aquello que habla a sus sentimientos, pero en poca escala en una mínima escala de la verdadera reflexión crítica. Por eso y creo que, en cierto modo, no le faltaba razón a mi amigo D. Basilio Alvarez al afirmar que se haría del histerismo ley. El histerismo no es una enfermedad, es la propia estructura de la mujer; la mujer es eso: histerismo y por ello es voluble, versátil, es sensibilidad de espíritu y emoción. Esto es la mujer. Y yo pregunto: ¿en qué despeñadero nos hubiéramos metido si en un momento próximo hubiéramos concedido el voto a la mujer? (...) ¿Nos sumergiríamos en el nuevo régimen electoral, expuestos los hombres a ser gobernados en un nuevo régimen matriarcal, tras del cual habría de estar siempre expectante la Iglesia católica española?

El 30 de septiembre de 1931 comenzó el debate del artículo 34 del proyecto de la Comisión de Constitución (36 en la redacción definitiva) en el que se reconocía el derecho al voto de las mujeres. El diputado Hilario Ayuso propuso una enmienda por la que los varones puedan votar desde los veintitrés años, pero las mujeres desde los cuarenta y cinco, a lo que Clara Campoamor no sabe si responder con el «desdén o la indignación». A continuación interviene el portavoz del Partido Republicano Radical para advertir sobre los peligros que entraña el voto de la mujer y propone posponer la decisión a la futura ley electoral. Estas enmiendas son rechazadas.Al día siguiente, 1 de octubre, intervino Victoria Kent para pedir que se aplazase la concesión del voto a las mujeres porque, en su opinión, la mujer española carecía en aquel momento de "el fervor democrático y liberal republicano" y que su voto suponía un peligro para la República. Añadió que "después de unos años de vivir convivir con la República", la mujer sería el "defensor más entusiasta de la República" y por ello pedía el aplazamiento del voto. Para Victoria Kent una de las pruebas del peligro que corría la República sería la entrega al Presidente de las Cortes un millón y medio de firmas de mujeres católicas para que se respetaran los privilegios de la iglesia, mientras que no había habido firmas de mujeres de adhesión a la República. 

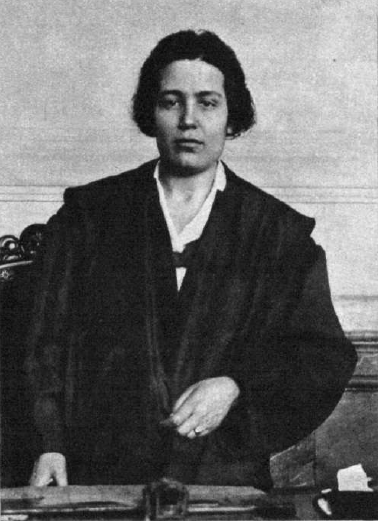
La diputada de Izquierda Republicana Victoria Kent que se opuso al reconocimiento inmediato del sufragio femenino.

En su intervención ante la Cámara Victoria Kent dijo lo siguiente:

Que creo que el voto femenino debe aplazarse. Que creo que no es el momento de otorgar el voto a la mujer española. Lo dice una mujer que, en el momento crítico de decirlo, renuncia a un ideal. (...) Lo pido porque no es que con ello merme en lo más mínimo la capacidad de la mujer; no, Sres. Diputados, no es cuestión de capacidad; es cuestión de oportunidad para la República. (...) Cuando la mujer española se dé cuenta de que sólo en la República están garantizados los derechos de ciudadanía de sus hijos, de que sólo la República ha traído a su hogar el pan que la monarquía no les había dejado, entonces, Sres. Diputados, la mujer será la más ferviente, la más ardiente defensora de la República; pero, en estos momentos, cuando acaba de recibir el Sr. Presidente firmas de mujeres españolas que, con buena fe, creen en los instantes actuales que los ideales de España deben ir por otro camino, cuando yo deseaba fervorosamente unos millares de firmas de mujeres españolas de adhesión a la República (La Srta. Campoamor: Han venido.)... he de confesar humildemente que no la he visto. (...) Por hoy, Sres. Diputados, es peligroso conceder el voto a la mujer.
Victoria Kent (en su discurso ante las cortes)

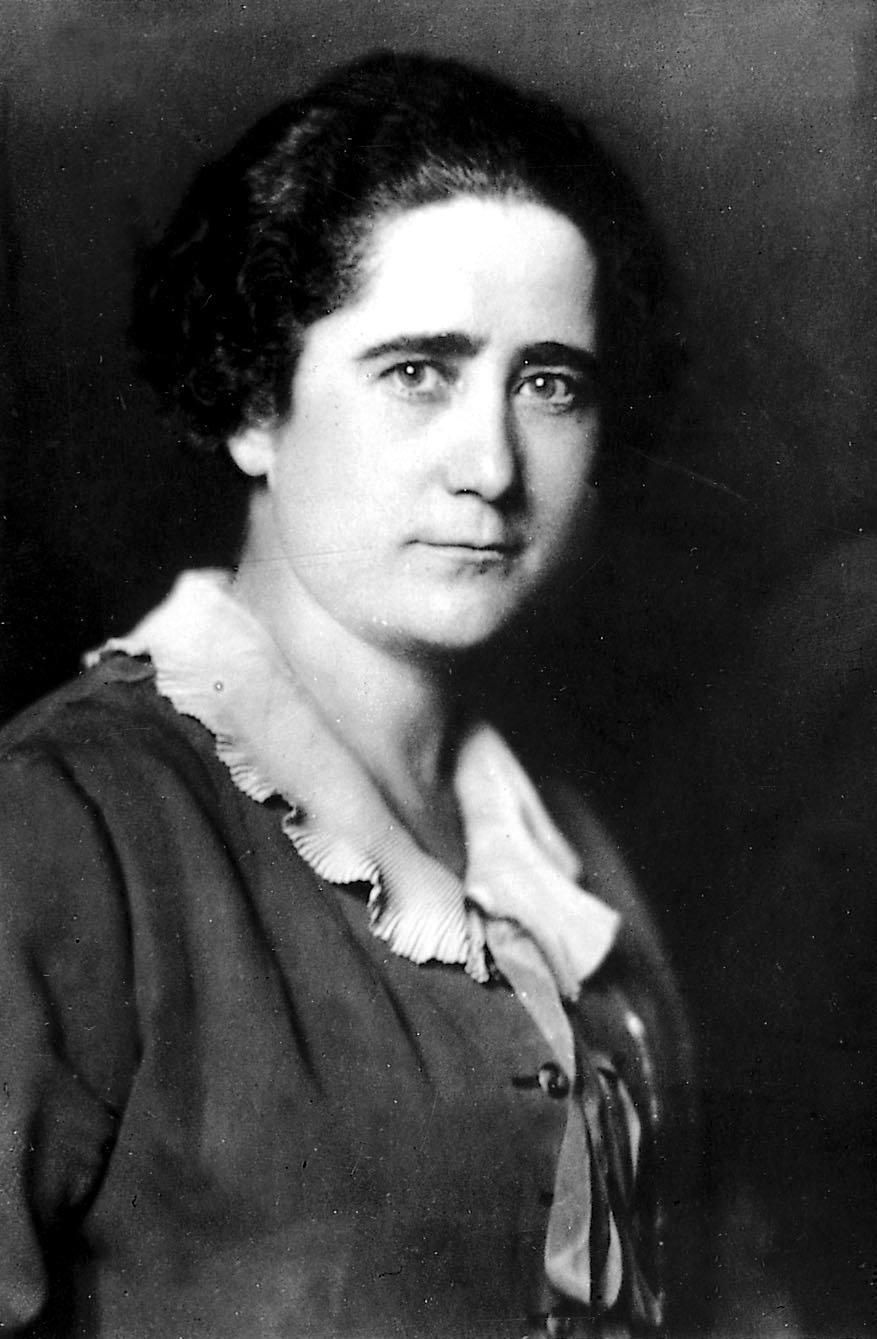
Clara Campoamor, diputada y principal impulsora del reconocimiento del sufragio femenino durante la Segunda República española.

Le respondió Clara Campoamor en defensa de la concesión inmediata del derecho al voto a las mujeres:

Precisamente porque la República me importa tanto, entiendo que sería un gravísimo error político apartar a la mujer del derecho del voto. (...) Yo soy Diputado por la provincia de Madrid; la he recorrido, no sólo en cumplimiento de mi deber, sino por cariño, y muchas veces, siempre, he visto que a los actos públicos acudía una concurrencia femenina muy superior a la masculina, y he visto en los ojos de esas mujeres la esperanza de redención, he visto el deseo de ayudar a la República, he visto la pasión y la emoción que ponen en sus ideales. La mujer española espera hoy de la República la redención suya y la redención del hijo. No cometáis un error histórico que no tendréis nunca bastante tiempo para llorar al dejar al margen de la República a la mujer, que representa una fuerza nueva, una fuerza joven... Que está anhelante, aplicándose a sí misma la frase de Humboldt, de que la única manera de madurarse para el ejercicio de la libertad y de hacerla accesible a todos, es caminar dentro de ella

Sometida a votación la propuesta de la Comisión quedó aprobada el 1 de octubre de 1931 por votación nominal, de los 470 escaños que componían la cámara se recogieron 161 votos a favor, 121 en contra y 188 abstenciones (40% votos). Votaron a favor el Partido Socialista (con la destacada excepción de Indalecio Prieto, quien lo consideró una puñalada para la República), pequeños núcleos republicanos (catalanes, federales, progresistas, galleguistas, Al servicio de la República), y la derecha. En contra lo hicieron Acción Republicana, y los Partidos Radical y Radical-socialista.

Artículo 36. Los ciudadanos de uno y otro sexo, mayores de veintitrés años, tendrán los mismos derechos electorales conforme determinen las leyes

Dos meses después Matías Peñalba (Acción Republicana), en compañía de otros diputados, presentó una disposición transitoria en la que se establecía que el sufragio de la mujer no fuera efectivo en las elecciones legislativas, provinciales ni regionales hasta que no se renovaran totalmente los Ayuntamientos entonces vigentes. De nuevo intervino Clara Campoamor para oponerse a que «dentro de la Constitución, se eleve, a la manera de los lacedemonios un monumento al miedo». La enmienda fue rechazada por un estrechísimo margen, 131 votos contra 127. Sólo por 4 sufragios de diferencia la mujer española mantenía su derecho. Votaron a favor los Partidos Radical, y Radical-socialista, Al servicio de la República, 3 gallegos y 2 federales. Votaron en contra de la enmienda el Partido Socialista, los progresistas, catalanes, la mayoría de federales. Triunfó así la concesión definitiva del voto femenino por la aportación exclusiva de socialistas y republicanos, pero por escasa diferencia debido a la ausencia de las Cortes de las minorías de derechas. Reconocido el derecho al voto de las mujeres en la Constitución de 1931, aprobada por las Cortes Constituyentes españolas el 9 de diciembre de 1931.
La primera vez que pudieron ejercer el derecho al voto en todo el territorio español fue en las elecciones municipales celebradas el 23 de abril de 1933 y en las elecciones generales celebradas el 19 de noviembre de 1933.

## Transición y restablecimiento de la democracia (1977)
Tras el estallido de la Guerra civil en julio de 1936 y la implementación de la dictadura franquista las mujeres (como los varones) perdieron el derecho a voto, no lo recuperarían hasta cuarenta años más tarde con la celebración de las elecciones generales de junio de 1977 y el inicio de la transición que conllevaría el restablecimiento de la democracia y el fin de la dictadura, en ese momento ya nadie puso en duda el voto femenino.